# I Don't Want To
Singles de Toni Braxton
Un-Break My Heart
(1996) I Love Me Some Him
(1997)
I Don't Want To est une chanson de la chanteuse Toni Braxton, sortie le 11 mars 1997. La chanson est le 3e single extrait de l'album Secrets. Elle est écrite et composée par R. Kelly.

## Composition
I Don't Want To est une ballade R&B composée par R. Kelly, qui parle de ne plus chanter une autre chanson triste et affirme le caractère de l'interprète[réf. souhaitée].

## Performance commerciale
La chanson atteint la 9e position du Hot R&B/Hip-Hop Songs.

## Vidéoclip
Le vidéoclip qui accompagne l'extrait, est tourné par Bille Woodruff. Il y démontre Toni, vêtue d'un tee-shirt blanc et d'un jean bleu, en train de chanter dans une immense salle blanche.

## Pistes et formats
U.S. double CD single avec "I Love Me Some Him"
1. "I Don't Want To" (Album Version) – 4:17
2. "I Love Me Some Him" (Album Version) – 5:09

U.S. double maxi CD maxi single avec "I Love Me Some Him"
1. "I Don't Want To" (Album Version) – 4:17
2. "I Don't Want To" (Frankie Knuckles Club Mix) – 10:57
3. "I Don't Want To" (Instrumental) – 4:19
4. "I Love Me Some Him" (Album Version) – 5:09
5. "Un-Break My Heart" (Billboard Music Award Show Version) – 4:12

Royaume-Uni CD 1
1. "I Don't Want To" (Album Version) – 4:15
2. "I Don't Want To" (Frankie Knuckles Radio Edit) – 4:17
3. "You're Makin' Me High" (Hot Ice Dancehall Mix featuring Mad Cobra) – 4:50
4. "I Don't Want To" (Franktified Club Mix) – 10:57

Royaume-Uni CD 2
1. "I Don't Want To" (Album Version) – 4:15
2. "I Don't Want To" (Classic Club Mix) – 10:54
3. "I Don't Want To" (Deep Jays Delight) – 9:02

Europe CD single
1. "I Don't Want To" (Album Version) – 4:15
2. "I Don't Want To" (Frankie Knuckles Radio Edit) – 4:17
3. "I Don't Want To" (Franktified Club Mix) – 10:57

## Classement hebdomadaire
| Chart (1997)                         | Peak position |
| ------------------------------------ | ------------- |
| Australie                            | 71            |
| Autriche                             | 11            |
| Belgique (Flandre)                   | 16            |
| Belgique (Wallonie)                  | 13            |
| Canda                                | 13            |
| Pays-Bas                             | 33            |
| Europe                               | 23            |
| Allemagne                            | 37            |
| Irlande                              | 10            |
| Nouvelle-Zélande                     | 21            |
| Suède                                | 15            |
| Royaume-Uni                          | 9             |
| U.S. Billboard Hot 100               | 19            |
| U.S. Billboard Hot R&B/Hip-Hop Songs | 9             |
| U.S. Billboard Hot Dance Club Play   | 1             |
| U.S. Billboard Adult Contemporary    | 4             |